# Episodi di Un passo dal cielo (terza stagione)
La terza stagione della serie televisiva Un passo dal cielo, formata da 18 episodi, è andata in onda su Rai 1 in prima serata dall'8 gennaio al 16 marzo 2015. La regia è di Monica Vullo e Jan Maria Michelini. 
| n° | Titolo                        | Prima TV Italia  |
| -- | ----------------------------- | ---------------- |
| 1  | Il figlio delle stelle        | 8 gennaio 2015   |
| 2  | Amici per la pelle            | 15 gennaio 2015  |
| 3  | Il migliore                   | 15 gennaio 2015  |
| 4  | Il predatore                  | 22 gennaio 2015  |
| 5  | Il giusto riposo degli alberi | 22 gennaio 2015  |
| 6  | Caccia all'uomo               | 29 gennaio 2015  |
| 7  | Sepolta viva                  | 29 gennaio 2015  |
| 8  | Il sentiero della verità      | 5 febbraio 2015  |
| 9  | Il veleno dell'uomo           | 5 febbraio 2015  |
| 10 | La scomparsa di Pietro        | 9 febbraio 2015  |
| 11 | Il toro                       | 9 febbraio 2015  |
| 12 | Oltre il buio                 | 19 febbraio 2015 |
| 13 | Soldi sporchi                 | 19 febbraio 2015 |
| 14 | Aliloke                       | 26 febbraio 2015 |
| 15 | Il castello di Monguelfo      | 26 febbraio 2015 |
| 16 | Richiami lontani              | 9 marzo 2015     |
| 17 | La leggenda vivente           | 12 marzo 2015    |
| 18 | La vera madre                 | 16 marzo 2015    |

## Il figlio delle stelle
- Diretto da: Monica Vullo
- Scritto da: Mario Ruggeri

### Trama
Sono passati 2 mesi dai fatti della 2ª stagione. Vincenzo è solo perché Silvia lo ha lasciato per Tobias. Il commissario incontra però Eva, una modella simpatica e bella che è anche costretta ai servizi sociali per evasione fiscale. Natasha scopre che suo figlio è vivo e riesce a rapirlo.

## Amici per la pelle
- Diretto da: Monica Vullo
- Scritto da: Umberto Gnoli

### Trama
Due bambini, giocando nel bosco con un fucile, si convincono di aver ucciso un uomo per sbaglio. Pietro intanto è sotto processo (quindi sospeso dal servizio) per l'omicidio di uno degli aggressori di Natasha. Riesce comunque a dare il suo contributo nelle indagini. Natasha non ha smesso di cercare il suo bambino: per qualche giorno va a Bolzano, ai giardini pubblici dove lo aveva visto la prima volta. Intanto Giorgio e Chiara continuano con i preparativi per il matrimonio. Il ragazzo però, rimasto fuori dalla Forestale, ha assolutamente bisogno di trovare un lavoro. Huber intanto deve prendere di nascosto dei documenti da casa di Vincenzo, per spedirli a Silvia: si farà aiutare da Eva.
- Altri interpreti: Vincenzo Ferrera (padre di Paolo), Caterina Shulha (Natasha), Xhilda Lapardhaja (compagna della vittima), Elettra Mallaby (madre di Paolo), Elisa Lombardi (responsabile casa famiglia)
- Ascolti Italia: telespettatori 7 166 000 – share 24,83%[1]

## Il migliore
- Diretto da: Monica Vullo
- Scritto da: Luca Monesi, Mario Ruggeri
- Soggetto: Luca Monesi

### Trama
Un giovanissimo campione di free climbing precipita durante un'arrampicata. Inizialmente si pensa che si sia trattato di un incidente, ma poi si capisce che qualcuno ha sabotato l'imbragatura del ragazzo. Intanto Giorgio viene cacciato dal lavoro perché difende una giovane ragazza delle pulizie sorpresa a rubare all'hotel. Pietro, con l'aiuto di Tommaso, riesce a risalire all'identità della tata con la quale è stato visto il piccolo Eugenij. Inoltre Vincenzo e Roccia comunicano a Pietro che la sospensione è finita ed è ufficialmente reintegrato in Forestale. Per cercare di tirare su il morale a Vincenzo, Eva gli propone di uscire con alcuni suoi amici per fargli conoscere una ragazza: pure lei si chiama Silvia, ma è decisamente troppo strana per lui.
- Altri interpreti: Orlando Cinque (Berthold), Caterina Shulha (Natasha), Rinat Khismatouline (Marat Fisher), Samuele Sbrighi (padre di Davide), Sara Zanier (Silvia), Daniela Fazzolari (madre di Davide), Fabrizio Coniglio (padre di Cristian), Martina Galletta (cameriera), Francesco de Miranda (Michele, fratello di Davide)
- Ascolti Italia: telespettatori 6 867 000 – share 29,09%[1]

## Il predatore
- Diretto da: Monica Vullo
- Scritto da: Umberto Gnoli

### Trama
Nei boschi di San Candido viene trovata una tenda abbandonata e una telecamera: dal nastro si può vedere l'aggressione ad una ragazza che la Polizia crede essere morta. Nel frattempo, Eva è convinta di essere la prossima vittima dell'ipotetico aggressore, e chiede a Vincenzo di farle da "guardia del corpo". Mentre Giorgio è alle prese con il suo primo giorno in Forestale, Reuter propone a Chiara una trasferta lavorativa a Roma, per due giorni. Intanto, Natasha sembra pronta a riaprirsi alla vita e accetta un invito a bere una birra con alcuni ragazzi.
- Altri interpreti: Caterina Shulha (Natasha), Antonietta Bello (Grazia Torresani), Andrea Bruschi (Remo Fuser), Massimo Nicolini (Tobia Kosser, il fidanzato di Grazia), Paola Calliari (Paola Kosser)
- Ascolti Italia: telespettatori 6 886 000 – share 24,11%[2]

## Il giusto riposo degli alberi
- Diretto da: Monica Vullo
- Scritto da: Leonardo Marini

### Trama
Un uomo pianta targhe commemorative per il bosco, tranquillo. Ma a qualcuno dà fastidio, e infatti viene ritrovato morto il giorno seguente. Chiara, a Roma, sta finalmente respirando un'aria nuova. Natasha vuole ringraziare Tommaso per l'aiuto che le ha dato e lo invita a cena, ma Tommaso non si presenta. Intanto, Eva sembra su di giri: l'hanno contattata per uno spot pubblicitario, inoltre si avvicina il suo compleanno e Rico, il suo fidanzato, verrà a trovarla.
- Altri interpreti: Caterina Shulha (Natasha), Astrid Meloni (Nicoletta), Renato Campese (Marco Adami), Sara Zanier (Silvia), Marco Bonadei (Felix, fidanzato di Nicoletta), Dario Manera (Tugnolo, l'albergatore), Fabio Sartor (Zeunert)
- Ascolti Italia: telespettatori 6 527 000 – share 26,22%[2]

## Caccia all'uomo
- Diretto da: Monica Vullo
- Scritto da: Francesco Balletta, Francesco Arlanch
- Soggetto: Luisa Cotta Ramosino

### Trama
Una ragazza che fa jogging viene trovata ferita nel bosco e viene ricoverata. Il sospettato principale è il nipote di Roccia e il padre del fidanzato della vittima sembra disposto a tutto pur di farla pagare al colpevole. Intanto Natasha viene fermata da un uomo che dice di avere informazioni su suo figlio, ma le chiede in cambio di qualcosa. Eva si mette in testa di voler recuperare animali scomparsi.
- Altri interpreti: Diego Ribon (Bardi, padre di Federico), Caterina Shulha (Natasha), Giulio Rubinelli (Federico, il fidanzato di Giovanna), Lucio Patanè (Alfredo), Giampiero Rappa (Gilberto Preti), Cecile Cocard (Giovanna Tosi), Alessandra Schiavoni (Caterina, madre di Giovanna)
- Ascolti Italia: telespettatori 7 502 000 – share 26,62%[3]

## Sepolta viva
- Diretto da: Monica Vullo
- Scritto da: Francesco Balletta
- Soggetto: Andrea Valagussa

### Trama
Durante una spedizione una giovane speleologa cade in una grotta e subito partono le ricerche nonostante il maltempo e le difficoltà del passaggio. L'arrivo di Raffaele, un giornalista amico di Vincenzo, complica parecchio le cose. Intanto Eva vuole aprire un agriturismo ma le viene sempre negato il mutuo, perciò si rivolge a Silvia.
- Altri interpreti: Paolo De Vita (Raffaele Cascella, giornalista), Riccardo Leonelli (Igor Terruzzi, speleologo), Caterina Shulha (Natasha), Sara Zanier (Silvia), Antonio Grosso (Martino Ravelli), Naike Anna Silipo (Vanessa Corradi)
- Ascolti Italia: telespettatori 6 844 000 – share 29,66%[3]

## Il sentiero della verità
- Diretto da: Monica Vullo
- Scritto da: Mario Ruggeri
- Soggetto: Mario Ruggeri, Luisa Cotta Ramosino, Luca Monesi

### Trama
Un avvocato, Giulia Ventura, viene trovata morta presso una diga. Il suicidio viene scartato quasi subito. Le indagini portano a Merano in una clinica, dove Pietro sospetta del direttore. Intanto Eva si fa fotografare dai paparazzi mentre bacia Vincenzo ma Silvia non ne è molto contenta. 
- Altri interpreti: Simone Colombari (Corrado Martinoli), Francesco Stella (rapitore del piccolo Eugenj, figlio di Natasha), Sara Zanier (Silvia), Caterina Shulha (Natasha), Lisa Galantini (Maria Luisa, moglie di Corrado), Giancarlo Judica Cordiglia (Dottor Luigi Grifoni), Diego Facciotti (Werner, fidanzato della vittima, Giulia), Valeria Ciangottini (madre di Giulia)
- Ascolti Italia: telespettatori 7 397 000 – share 25,92%[4]

## Il veleno dell'uomo
- Diretto da: Jan Maria Michelini
- Scritto da: Umberto Gnoli
- Soggetto: Gabriele Cheli

### Trama
Pietro continua a seguire la pista dei Martinoli, in quanto pensa siano responsabili del rapimento del bambino di Natasha, ma continuando le indagini si spinge oltre e tutto ciò lo porta ad essere in pericolo. Nel frattempo la polizia rinviene un camionista, Franco Tomei, che è stato ucciso e il camion con il suo carico sparito. Eva è partita per Los Angeles e Vincenzo deve dire a Silvia che non vuole più uscire con lei ma ha paura poiché gli ex fidanzati della ragazza sono spariti misteriosamente.
- Altri interpreti: Simone Colombari (Corrado Martinoli), Francesco Stella (rapitore del piccolo Eugenj, figlio di Natasha), Caterina Shulha (Natasha), Lisa Galantini (Maria Luisa, moglie di Corrado), Antonio Milo (Aldo Toser), Sara Zanier (Silvia), Isabella Aldovini (Caterina Onofri, amica di Giulia), Daniele Nicoli (Franco Tomei), Luca Terracciano (Roberto Tomei, fratello della vittima), Marcello Paesano (Dario Landi, amico di Roberto), Mihaela Irina Dorlan (Irene, fidanzata di Roberto), Danilo De Santis (Tarcisio Guglielmi, ex fidanzato di Silvia), Valeria Ciangottini (madre di Giulia)
- Ascolti Italia: telespettatori 6 927 000 – share 29,06%[4]

## La scomparsa di Pietro
- Diretto da: Jan Maria Michelini
- Scritto da: Carlo Mazzotta
- Soggetto: Gabriele Cheli

### Trama
Un bambino autistico scompare con un San Bernardo di nome Mr. Brown, un cane del centro di Pet Therapy, così la forestale comincia subito le ricerche. Durante le ricerche, Giorgio deve salvare un uomo caduto in un burrone. Natasha è preoccupata per la scomparsa di Pietro che non si trova, e la ragazza è convinta che gli sia successo qualcosa. Intanto a San Candido arriva la sorella di Vincenzo, Manuela.
- Altri interpreti: Caterina Shulha (Natasha), Linda Gennari (madre di Gigi), Giusy Buscemi (Manuela Nappi), Rimi Beqiri (scalatore salvato da Giorgio), Filippo Gili (padre di Gigi), Valentina Di Sarno (figlia di Matthias Pauli), Francesco Castiglione (Walter Androsiglio, veterinario), Antonio D'Ausilio (professore), Gianluca Tamberi (Bartoldo, amico di Manuela)
- Ascolti Italia: telespettatori 7 350 000 – share 24,28%[5]

## Il toro
- Diretto da: Jan Maria Michelini
- Scritto da: Francesco Balletta
- Soggetto: Gabriele Cheli, Mario Ruggeri

### Trama
A San Candido il ritrovamento di un cadavere carbonizzando porta a pensare che sia Pietro, e il coltello del forestale ritrovato vicino al cadavere non fa presagire nulla di buono. Vincenzo ordina l'esame del DNA sul cadavere ma nel frattempo l'attenzione si sofferma anche sul caso di un furto in un allevamento di tori. Vincenzo riesce anche a parlare con Eva ma fa un'incredibile scoperta: ora è sposata. Pietro, sfuggito ad un agguato da parte del rapitore di Eugenij, viene ritrovato ferito da Giorgio che ha seguito il lupo dello zio.
- Altri interpreti: Fabio Fulco (Rico), Massimo De Rossi (Roberto Fazio, allevatore), Caterina Shulha (Natasha),  Francesco Stella (rapitore del piccolo Eugenj, figlio di Natasha), Giusy Buscemi (Manuela Nappi),  Alessandra Gigli (Susanna, moglie di Filippo), Francesco Bonomo (Lucio Biondi, proprietario dell'allevamento), Anna Dalton (Giada Morelli, amica di Filippo), Cristian Stelluti (Filippo Sartoretti)
- Note: nell'esame del DNA viene rivelato che il cognome di Pietro è Thiene, prima mai menzionato.
- Ascolti Italia: telespettatori 7 101 000 – share 28,18%[5]

## Oltre il buio
- Diretto da: Jan Maria Michelini
- Scritto da: Viola Rispoli
- Soggetto: Mario Ruggeri

### Trama
Dopo un turno al ristorante, Reuter accompagna Chiara lasciandola sul vialetto di casa, ma la ragazza scompare. Nel frattempo Pietro ha una cosa importante da fare ovvero chiedere scusa a Natasha per non averla aggiornata sul caso di Eugenji.
- Altri interpreti: Claudia Vismara (Eleonora, amica di Tommaso), Fabio Fulco (Federico Ruffo di san Pio detto "Rico"), Caterina Shulha (Natasha), Giusy Buscemi (Manuela Nappi), Roberto Caccioppoli (Fabio, amico di Matteo), Veronica Bitto (Margareth, amica di Giulia), Elisa Silvestrin (Giulia), Gabriella Barbuti (Maria), Nicola Ravaioli (Matteo Pitti), Alberto Caneva (Carlo Pitti, padre di Matteo), Manuel Ferrarini (istruttore di equitazione)
- Ascolti Italia: telespettatori 7 438 000 – share 25,67%[6]

## Soldi sporchi
- Diretto da: Jan Maria Michelini
- Scritto da: Umberto Gnoli
- Soggetto: Luisa Cotta Ramosino, Elena Santoro

### Trama
Tommaso accoglie in casa sua una donna misteriosa che si scoprirà essere una sua ex collega di lavoro nonché ex fidanzata che cercherà di tenere nascosta da tutti, ma, quando un uomo della camorra viene trovato morto, la donna viene avvistata in un video di sorveglianza accanto al cadavere. Intanto in paese manca poco alla funaccia, una sfida di tiro alla fune che vedrà coinvolto anche Vincenzo a modo suo ovvero deve tenere la mascotte di una squadra: un pony. 
- Altri interpreti: Claudia Vismara (Eleonora, amica di Tommaso), Fabio Fulco (Federico Ruffo), Orlando Cinque (Berthold), Caterina Shulha (Natasha), Federica Carra (Karin Bruger, cassiera), Giusy Buscemi (Manuela Nappi), Marco Mazzanti (Josef Valli, addetto alla sorveglianza)
- Ascolti Italia: telespettatori 7 037 000 – share 29,17%[6]

## Aliloke
- Diretto da: Jan Maria Michelini
- Scritto da: Leonardo Marini

### Trama
A San Candido scompare un affiliato ad una comunità autogestita di contadini, chiamata Aliloke, e subito viene fatta la denuncia al commissariato. Nel frattempo in paese è arrivato il momento della tradizionale festa country con musiche, cibo, danze e giochi western.
- Altri interpreti: Sascha Zacharias (Deike, critica gastronomica), Fabio Fulco (Federico Ruffo), Orlando Cinque (Berthold), Caterina Shulha (Natasha), Lorenzo Acquaviva (Luciano Colussi), Giusy Buscemi (Manuela Nappi), Arianna Veronesi (Maura, moglie di Luciano), Roberto Trifirò (Enrico Frattini), Giovanni Battaglia (Ian Netzer, fondatore di Aliloke), Gloria Radulescu (Letizia), Simone Ciampi (Riccardo Raggi), Federico Marignetti (Mirko alias Davide Caprioli)
- Ascolti Italia: telespettatori 7 535 000 – share 25,46%[7]

## Il castello di Monguelfo
- Diretto da: Jan Maria Michelini
- Scritto da: Luca Monesi. Soggetto: Andrea Valagussa

### Trama
Viene ritrovato morto il proprietario del castel Welsperg sul quale girano voci di un'antica maledizione. Intanto a San Candido arriva Elisabetta, la mamma di Eva.
- Altri interpreti: Daniela Scarlatti (Elisabetta Fernandez, madre di Eva), Mauro Marino (Andrea Cecchi, notaio), Caterina Shulha (Natasha), Lisa Galantini (Maria Luisa Martinoli), Giusy Buscemi (Manuela Nappi), Federico Scribani (Alis), Manuela Maletta (Sigrid, nipote del marchese Johannes), Gianni Bissaca (padre di Veronica)
- Ascolti Italia: telespettatori 6 763 000 – share  26,64%[7]

## Richiami lontani
- Diretto da: Jan Maria Michelini
- Scritto da: Carlo Mazzotta
- Soggetto: Cecilia Spera, Jan Maria Michelini, Mario Ruggeri

### Trama
A San Candido una ragazza, Marina Kraler, sparisce nel nulla e i genitori temono possa essere stata vittima di un suo amico, che era ossessionato da lei da tempo e fissato con UFO e alieni. Natasha si infiltra in casa Martinoli come baby sitter e tiene un colloquio.
- Altri interpreti: Simone Colombari (Corrado Martinoli), Paolo Maria Scalondro (Carlo Kraler, padre di Marina), Fabio Fulco (Federico Ruffo), Caterina Shulha (Natasha), Giusy Buscemi (Manuela Nappi), Lisa Galantini (Maria Luisa Martinoli), Federico Riccardo Rossi (Paolo), Giorgia Senesi (Marta, madre di Marina), Valentina Romani (Marina Kraler), Angelo Monacelli (Francesco Irti), Cecilia Bertozzi (barista).
- Ascolti Italia: telespettatori  6 900 000 – share 23,32%[8]

## La leggenda vivente
- Diretto da: Jan Maria Michelini
- Scritto da: Luca Monesi
- Soggetto: Gabriele Cheli, Mario Ruggeri

### Trama
Un famoso ex scalatore che ha scritto anche libri e articoli sull'alpinismo viene ritrovato morto. Le indagini mettono in contatto Giorgio con l'uomo che aveva precedentemente salvato che gli permetterà di dimostrare che non stava mentendo. Vincenzo farà di tutto per sabotare la relazione tra Eva e Rico (il loro matrimonio non è valido e i due hanno intenzione di sposarsi ufficialmente). Nel frattempo Chiara e Reuter sono a Berlino. Infine Natasha approfitterà dell'assenza dei Martinoli per preparare la sua fuga con Eugenij. Pietro identificherà l'ostetrica e proverà a convincerla a testimoniare. Ma l'agguato dell'uomo con due occhi di colore diverso che aveva rapito Eugenij mette in serio pericolo la vita di Pietro, dell'ostetrica e della figlia di quest'ultima.
- Interpreti: Simone Colombari (Corrado Martinoli), Fabio Fulco (Rico), Caterina Shulha (Martina alias Natasha), Francesco Stella (rapitore del piccolo Eugenj, figlio di Natasha), Giusy Buscemi (Manuela Nappi), Lisa Galantini (Maria Luisa Martinoli), Guenda Goria (Valeria), Valeria Morosini (Rita), Isabella Aldovini (Caterina Onofri, ostetrica), Rimi Beqiri (Ivan Selimov, escursionista salvato da Giorgio nell'episodio La scomparsa di Pietro), Michela Martini (Loredana, madre di Valeria e Rita), Paolo Pitossi (Mario Plank, figlio di Manfred), Giovanni Vettorazzo (Maurizio Wachtler, dirigente della forestale e amico di Pietro).
- Altri interpreti: Giorgio Bettozzi (primario)
- Ascolti Italia: telespettatori 6 093 000 – share 21,08%[9]

## La vera madre
- Diretto da: Jan Maria Michelini
- Scritto da: Mario Ruggeri

### Trama
Pietro e l'ostetrica scampano all'incidente, ma la testimonianza della donna non è ritenuta valida, poiché era stata indagata per furto; alla prova del D.N.A. la signora Martinoli risulta l'effettiva madre del piccolo Eugenij, poi si scopre che ha corrotto una dipendente dell'ospedale affinché falsificasse il test a suo favore. Natasha, che aveva trovato lavoro come babysitter nella famiglia dei Martinoli, viene rapita ma la padrona di casa ormai pentita la aiuta a fuggire con Eugenij; Pietro e Tommaso arrestano poi il rapitore. Il matrimonio tra Rico ed Eva svanisce quando Nappi scopre che Rico è un truffatore; Elisabetta, madre di Eva, cerca di convincere il commissario che la storia con sua figlia non potrà funzionare, ma Nappi si dichiara ugualmente ad Eva e i due si fidanzano. Reuter licenzia Chiara e parte per Berlino, ma rinuncia al lavoro per tornare da lei. Alla fine Pietro parte per il Nepal, lasciando una lettera a Roccia per salutare tutti i suoi amici e affidargli le sue montagne.
- Interpreti: Simone Colombari (Corrado Martinoli), Daniela Scarlatti (Elisabetta Fernandez, madre di Eva), Fabio Fulco (Rico), Caterina Shulha (Natasha), Francesco Stella (rapitore di Eugenij), Giusy Buscemi (Manuela Nappi), Lisa Galantini (Maria Luisa Martinoli), Isabella Aldovini (Caterina Onofri, ostetrica), Alessia Giuliani (PM), Alice Mangione (Fanny, organizzatrice del matrimonio di Eva e Rico), Giovanni Vettorazzo (Maurizio Wachtler, dirigente della forestale e amico di Pietro).
- Altri interpreti: Bonaria Decorato (donna con abito da sposa), Riquiline Keli Soares Fortes (modella), Nikita Pelizon (modella), Federica Sperlinga (modella), Roberta Bobbi (tecnico di laboratorio), Fulvio Frasca (tecnico di laboratorio), Alisa Dokic (agente di polizia).
- Ascolti Italia: telespettatori 7 403 000 – share 26,62%[10]
- Note: questo episodio ha una durata di 110 minuti.
- Note: ultimo episodio di Pietro Thiene.